# Табаки (пункт пропуску)
45°43′49″ пн. ш. 28°36′36″ сх. д. / 45.73028° пн. ш. 28.61000° сх. д.
Табаки́ — пункт пропуску через державний кордон України на кордоні з Молдовою.
Розташований в Одеській області, Болградський район, неподалік від однойменного села на автошляху Т 1631. Із молдавського боку розташований пункт пропуску «Мирне» в однойменному селі, Тараклійський район, на автошляху місцевого значення в напрямку Чумай, де перетинається з E584.
Вид пункту пропуску — автомобільний. Статус пункту пропуску — міжнародний.
Характер перевезень — пасажирський, вантажний.
Окрім радіологічного, митного та прикордонного контролю, пункт пропуску «Табаки» може здійснювати санітарний, фітосанітарний, ветеринарний екологічний та контроль Служби міжнародних автомобільних перевезень.
Пункт пропуску «Табаки» входить до складу митного посту «Ізмаїл» Південної митниці. Код пункту пропуску — 50007 09 00 (11).